# Bá Xuyên
Bá Xuyên là một phường ở phía nam của tỉnh Thái Nguyên, Việt Nam.

## Địa lý
Phường Bá Xuyên có vị trí địa lý:
- Phía đông giáp phường Bách Quang
- Phía tây giáp xã Tân Cương
- Phía nam giáp phường Phúc Thuận và phường Sông Công
- Phía bắc giáp phường Bách Quang và xã Tân Cương.

Phường Bá Xuyên có diện tích 20.065 km², dân số năm 2025 là 20.065 người. Khu vực hiện có cụm công nghiệp thu hút các ngành gia công cơ khí; sản xuất và lắp đặt máy móc, thiết bị, ô tô, hàng điện tử, thiết bị điện, thuốc, dược phẩm, hóa chất, thiết bị và dụng cụ y tế, vật liệu xây dựng và các ngành hỗ trợ khác. Đây là trung tâm phát triển thương mại - dịch vụ - du lịch, có cụm công nghiệp Bá Xuyên, khu công nghiệp Sông Công II. 
Sông Công chảy qua địa bàn phường theo hướng bắc - nam, lượng nước sông Công rất dồi dào do chảy qua khu vực mưa nhiều nhất tỉnh. Trên địa bàn, hệ thống sông Công còn một vài suối lớn đổ vào. Trước đây, sông Công là đường giao thông quan trọng để người dân khai thác, vận chuyển gỗ, hay tre nứa về xuôi. Từ thập niên 1979, do đắp đập Núi Cốc và tài nguyên rừng ngày càng cạn kiệt nên tuyến giao thông trên sông Công không còn được duy trì. Suối ở Bá Xuyên có suối Cầu Xóm chảy từ phường Tích Lương và suối Cầu Giai chảy từ phường Thịnh Đức.

## Lịch sử
Năm 1946, địa bàn Bá Xuyên thuộc tổng An Lạc (sau đổi tên thành đại xã Bách Quang). Năm 1953, thành lập xã Thành Công thuộc huyện Đồng Hỷ trên cơ sở thôn Phi Đơn và thôn Bá Châu (bao gồm xóm Bá Xuyên và xóm Lương Châu) của đại xã Bách Quang. Năm 1967, xã Thành Công được đổi tên thành xã Bá Xuyên.
Từ thập niên 1970, vùng đồi gò tây bắc huyện Phổ Yên dọc theo tả ngạn sông Công được xây dựng thành một trung tâm công nghiệp cơ khí quy mô lớn, với các công ty y cụ số II, công ty diezel. Năm 1972, thành lập thị trấn Mỏ Chè thuộc huyện Phổ Yên trên cơ sở một phần diện tích và dân số của xã Thắng Lợi (sau là xã Cải Đan). Công nhân khu công nghiệp chủ yếu từ các tỉnh vùng đồng bằng Bắc Bộ lên lập nghiệp. Hầu hết số công nhân trong nhà máy và công nhân thi công xây dựng đều lựa chọn ở lại lập khu vực. Năm 1984, sáp nhập xóm Bá Xuyên và xóm Lương Châu của xã Bá Xuyên về thị trấn Mỏ Chè quản lý.
Năm 1985, Hội đồng Bộ trưởng ra quyết định thành lập thị xã Sông Công, bao gồm thị trấn Mỏ Chè, xã Cải Đan của huyện Phổ Yên, xã Tân Quang và xã Bá Xuyên của huyện Đồng Hỷ, Phường Thắng Lợi cũng được thành lập từ một phần diện tích và dân số khu vực phía tây bắc của xã Cải Đan, phía nam xã Tân Quang và phía tây xã Bá Xuyên. Phường Lương Châu được thành lập từ một phần của xã Bá Xuyên.
Năm 1999, thành lập xã Vinh Sơn trên cơ sở điều chỉnh 410 ha diện tích tự nhiên và 904 nhân khẩu của xã Bá Xuyên (gồm xóm Sơn Tía); 382 ha diện tích tự nhiên và 1.119 nhân khẩu của xã Cải Đan (gồm 2 xóm: Đồng Cam, Thu Quang).
Năm 2019, thành lập phường Châu Sơn trên cơ sở nhập toàn bộ 2,37 km² diện tích tự nhiên, 2.904 người của phường Lương Châu và toàn bộ 8,29 km² diện tích tự nhiên, 2.724 người của xã Vinh Sơn. Sau khi thành lập, phường Châu Sơn có 10,66 km² diện tích tự nhiên và dân số 5.628 người.
Tháng 6 năm 2025, phường Bá Xuyên được thành lập trên cơ sở nhập toàn bộ diện tích tự nhiên, quy mô dân số của xã Bá Xuyên (diện tích tự nhiên là 8,61 km²; quy mô dân số là 5.289 người); phường Mỏ Chè (diện tích tự nhiên là 1,62 km²; quy mô dân số là 8.500 người) và phường Châu Sơn (diện tích tự nhiên là 10,90 km²; quy mô dân số là 6.276 người) của thành phố Sông Công. Trụ sở làm việc của phường nằm tại trụ sở xã Bá Xuyên cũ.

## Hành chính
Đến năm 2015, xã Bá Xuyên có 12 xóm gồm: La Cảnh 1, La Cảnh 2, Ao Cang, Chũng Na, Xứ Đào, Bãi Hát, xóm Chùa, xóm Chúc, Na Giang, xóm Đớ, Lý Nhân, Na Chùa, tập trung đông dân nhất là xóm La Cảnh 1.
Tại thời điểm thành lập năm 1985, phường Mỏ Chè chia làm hai khối: Khối Đường phố và khối An Châu. Năm 1999, phường tách ra làm bảy khối phố. Năm 2005, bảy khối được chia tách thành 12 tổ dân phố: Từ 1 đến 10, An Châu 1, An Châu 2.
Tại thời điểm thành lập năm 1985, phường Lương Châu được chia thành bốn xóm (1, 2, 3, 4) và hai khối phố (khối 5, khối 6). Dân cư trong các xóm chủ yếu là các hộ nông nghiệp, còn ở hai khối phố phần lớn là cán bộ, công nhân, viên chức của các các cơ quan, nhà máy, xí nghiệp. Từ năm 2005, phường được tổ chức thành tám tổ dân phố là Bá Xuyên 1, Bá Xuyên 2, Bá Xuyên 3, Bá Xuyên 4, tổ 5, tổ 6, tổ 7, tổ 8.
Tại thời điểm thành lập năm 1999, xã Vinh Sơn gồm bốn xóm: Sơn Tía, Vinh Quang 1, Vinh Quang 2, Vinh Quang 3. Tháng 5 năm 1999, xóm Sơn Tía tách thành 3 xóm Tân Sơn, Bờ Lở, Sơn Tía.